# Chhachhrauli
Chhachhrauli è una città dell'India di 9.720 abitanti, situata nel distretto di Yamuna Nagar, nello stato federato dell'Haryana. In base al numero di abitanti la città rientra nella classe V (da 5.000 a 9.999 persone).

## Geografia fisica
La città è situata a 30° 15' 0 N e 77° 22' 0 E e ha un'altitudine di 257 m s.l.m..

## Società

### Evoluzione demografica
Al censimento del 2001 la popolazione di Chhachhrauli assommava a 9.720 persone, delle quali 4.990 maschi e 4.730 femmine. I bambini di età inferiore o uguale ai sei anni assommavano a 1.251, dei quali 686 maschi e 565 femmine. Infine, coloro che erano in grado di saper almeno leggere e scrivere erano 6.772, dei quali 3.718 maschi e 3.054 femmine.